# Coppa Intercontinentale 1974 (calcio)
La Coppa Intercontinentale 1974 è stata la quindicesima edizione del trofeo riservato alle squadre vincitrici della Coppa dei Campioni e della Coppa Libertadores.

## Avvenimenti
Per la seconda volta consecutiva la squadra vincitrice della Coppa dei Campioni rinunciò alla partecipazione alla Coppa Intercontinentale. Nell'edizione 1974 della manifestazione, il Bayern Monaco campione d'Europa fu così sostituito dal finalista Atlético Madrid, che dovette affrontare i vincitori della Coppa Libertadores nonché i detentori del trofeo mondiale, l'Independiente.
Nella gara di andata il tecnico spagnolo Luis Aragonés impostò una partita difensiva, riuscendo nello scopo di limitare il passivo e riponendo le sue speranze nella sfida di ritorno. A Madrid i colchoneros sfoderarono una buona prestazione, riuscendo nonostante il gioco duro degli argentini a mettere a segno le due reti necessarie ad evitare lo spareggio.
I biancorossi spagnoli divennero così il primo e ad oggi unico club ad essersi laureato campione del mondo senza aver vinto il relativo trofeo continentale.
Nel 2017, la FIFA ha equiparato i titoli della Coppa del mondo per club e della Coppa Intercontinentale, riconoscendo a posteriori anche i vincitori dell'Intercontinentale come detentori del titolo ufficiale di "campione del mondo FIFA", inizialmente attribuito soltanto ai vincitori della Coppa del mondo per club.

## Tabellini

### Andata
| Arbitro: | Charles Corver |

| |            | |
| Balbuena 34’ | Marcatori  | |
| · Pérez López Pavoni Commisso Galván Sá Balbuena 57’ Rodríguez Rojas Bochini 83’ Bertoni A disposizione: · 57’ Semenewicz 83’ Giribet | Formazioni | · Reina Melo Heredia Benegas Capón Bejarano Fernández 46’ Adelardo Irureta Gárate Ayala A disposizione: · Becerra 46’ |
| Ferreiro | Allenatori | Aragonés |

### Ritorno
| Arbitro: | Carlos Robles |

| |            | |
| Irureta 34’ Ayala 85’                                                                                                   | Marcatori  | |
| · Pacheco Melo Heredia Aguilar Capón Bejarano 27’ Fernández Adelardo Irureta Gárate Ayala A disposizione: · 27’ Salcedo | Formazioni | · Pérez López Pavoni Commisso Galván Carrica Balbuena Saggioratto Rojas 62’ Bochini Bertoni A disposizione: · Rodríguez 62’ |
| Aragonés | Allenatori | Ferreiro |